# Кримський етнографічний музей
Кримський етнографічний музей — етнографічний музей у столиці АРК місті Сімферополі; філія Кримського республіканського краєзнавчого музею; значне зібрання матеріалів про етноси Кримського півострову.

## Загальні дані
Кримський етнографічний музей розташований за адресою: вул. Пушкіна, 18, м. Сімферополь—95011 (Автономна Республіка Крим, Україна)'.
Музей розміщується в будинку, де у квітні 1999 року відкрилася стаціонарна виставка «Мозаїка культур Криму». У будинку музею в 1920—1921 році працював В.I. Вернадський.
Музей відкритий з 9.00 до 17.00, вихідний — вівторок. Музейний заклад заснований Радою міністрів АРК у грудні 1992 року. Теперішній директор музею — Лаптєв Юрій Миколайович.

## Експозиція музею
На виставці Кримського етнографічного музею експонуються понад 700 експонатів основного фонду. Загальні ж фонди музею становлять 3 500 експонатів.
Виставка розміщується в 2-х залах експозиційною площею 260 м² і розповідає про матеріальну і духовну культуру 13 етнічних спільнот Криму: вірменів, білорусів, болгар, греків, євреїв, караїмів, кримських татар, кримчаків, німців, росіян, українців, чехів та естонців.